# 篠原佐吉兵衛
篠原 佐吉兵衛（しのはら さきつべえ、さきつびょうえ）は、戦国時代の阿波国の武将。夷山城主。篠原長房の弟。名は左吉兵衛、左橘兵衛とも。

## 生涯
弘治年間に夷山城主となる。
永禄5年（1562年）3月5日、和泉国で行われた久米田の戦いに兄・長房らと共に出陣した。『三好記』には三好実休の旗本として佐吉兵衛の名が記されている。この戦いで三好勢は総大将の三好実休が討死するなど、畠山高政を相手に大敗を喫しており、佐吉兵衛もまた戦死したという。

## 子息
佐吉兵衛には、討死した年に誕生した子・鶴石丸がいる。鶴石丸は伯父・長房に引き取られ、元亀4年（1573年）に長房の居城の上桜城が三好長治・細川真之に包囲された際に、家臣・庄野和泉守に連れられて城から逃れたとされる。
従来の研究では、鶴石丸はこの後篠原右京進と称し、阿波三好家を継承した十河一存に仕えたとされてきたが、近年では右京進は鶴石丸でなく長房の子の松満（松満丸）に比定されている。